# Kwonkan currycomboides
Kwonkan currycomboides is een spinnensoort uit de familie Anamidae. Deze soort werd in 1986 beschreven door Main.